# プーバラン
プーバラン（英語: Poovalan、学名：Metapenaeus dobsoni ）は、十脚目クルマエビ科に分類されるエビの一種。
インド太平洋に分布するエビで、食用として広く流通している。日本では日清カップヌードルの具材のエビとして知られる。

## 分布
インド西海岸、マレーシア、フィリピン、インドネシアなどインド太平洋の熱帯・温帯海域に分布する。
インドの水域では成体は水深37m以浅の泥底に生息し、稚エビは河口域と川に生息する。

## 形態
成体の全長は最大でも125mmほどで、クルマエビや多くの近縁種よりも小さい。
上縁だけに8または9つの歯があり、表面はビロード状の細かい毛でまだらに覆われている。生きている個体は半透明の殻に甲皮と腹部を中心に赤色の小斑点がある。

## 名称
日本では“プーバラン(Poovalan)”と呼ぶのが一般的であるが、主に漁獲が行われるインド西海岸などマラヤーラム語・ヒンディー語圏では海から離れた場所で獲られる小さいものを“テーリ・チェンミン”(マラヤーラム語: തെള്ളിചെമ്മീൻ) / タリ・チェミン(ヒンディー語: थेली चेम्मीन")と呼び、海から獲られるより大きいものを“プーヴァーレン・チェンミン”(പൂവാലൻ ചെമ്മീൻ)と呼ぶ。
英語圏では"Poovalan"の他に"Kadal Shrimp"や"Pink Shrimp"などの名前で流通している。

## 利用
漁には主にトロール網が用いられる。
主にむきエビに加工されて流通する。茹でると身は緋色がかった橙色になり色鮮やかで、またフリーズドライ加工をしても味や色が損なわれず、トラックによる長距離運送時の衝撃でも崩れない程度の強度を維持できるため、日本ではインスタント食品やピラフ、エビ焼売などに使われている。
加工食品や飲食店で使われることは多いが、市販向けに「プーバラン」という名前を出して冷凍むきエビなどを販売することはまずない。

### カップヌードルとの関わり

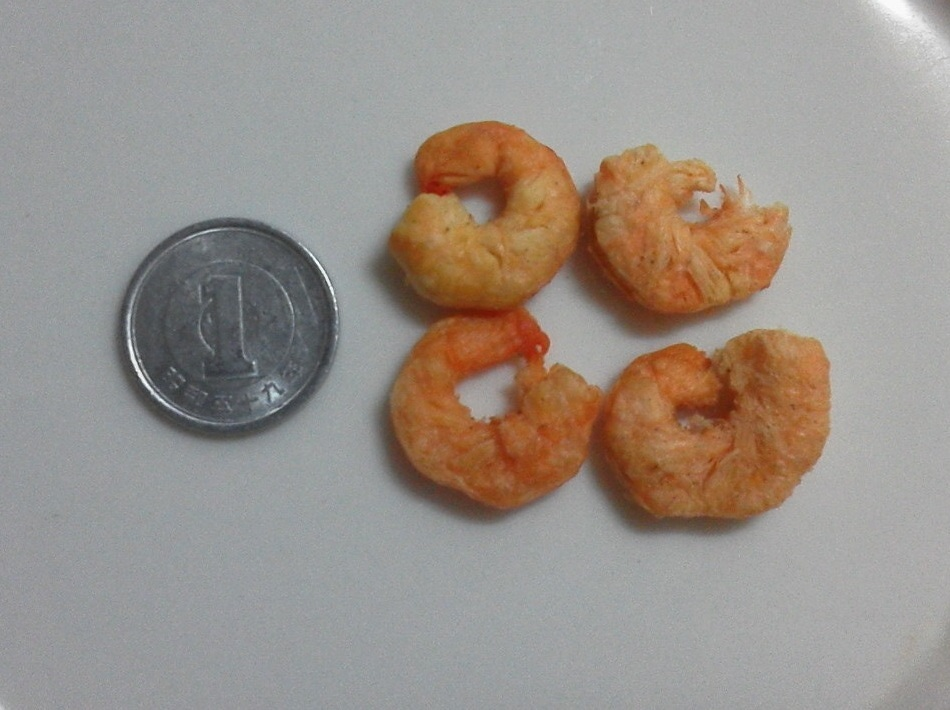
日清カップヌードルに入っているプーバラン(乾燥)

日清食品のカップヌードルの開発にあたり、彩りが良く高級感があることから具にフリーズドライ加工でエビを入れることが決まり、世界各国から集められた60種類以上のエビの中からプーバランが選定された。
選定の理由は前述した色や味の変化が少なく形が崩れにくい特徴からで、開発担当が大阪市内のホテルのレストランで食べたシュリンプカクテルに使われていたことがきっかけとなった。プーバランは乾燥小エビとしては最高級品で、「カップヌードル」発売の翌年（1972年）当時の原価は1kg当たり4,500円だった。
カップヌードルの具材に用いられているエビについては、原材料表記には種類までは記載されていなかったため「どの種類のエビを使っているのか」が不明なことから「謎エビ」の俗称があった。その小ささからオキアミだと疑われたこともあり、種類が確認された後でもオキアミの画像がプーバランとしてインターネット上で紹介されることもある。しかし、オキアミは殻付きなら近いサイズだが剥くとさらに小さくなってしまうことに加え、見た目や味、歯ごたえも異なるため、プーバランの代用にはなりえない。
なお、フリーズドライ加工後の外見から連想されたものか、「カップヌードルの具材のエビは実はエビではなく昆虫の幼虫を乾燥させたものである」という都市伝説が存在している。